# Come back, Mr. Dundee
Come back, Mr. Dundee (Originaltitel: The Very Excellent Mr. Dundee) ist eine australische Filmkomödie aus dem Jahr 2020 mit Paul Hogan in der Hauptrolle. Regie führte Dean Murphy, der zusammen mit Robert Mond auch das Drehbuch schrieb.

## Handlung
Der Filmstar Paul Hogan versucht in seinem Haus in Los Angeles seine Rente zu genießen, jedoch möchte ein Filmstudio einen weiteren Crocodile-Dundee-Film mit ihm drehen. Zudem steht ein Ritterschlag durch die Queen an. Doch unabsichtlich tritt er in diverse Fettnäpfchen und legt sich mit Filmleuten, Kindern und Touristen an, die in ihm den heldenhaften Dundee sehen wollen. Hogans Freundin Olivia Newton-John versucht mit einem Wohltätigkeits-Event sein angeschlagenes Image wieder aufzupolieren, doch auch das geht durch seinen miserablen Auftritt schief. Sein Ruf scheint vollends ruiniert zu sein, als er in eine Verfolgungsjagd mit einem Fahrer ohne Führerschein und einem gestohlenen Auto gerät. Als Hogan einen Autodieb erkennt, wittert er seine letzte Chance: Mit einer gezielt geworfenen Dose kann er den Verbrecher zu Fall bringen, und Hogan erlebt ein vielversprechendes mediales Comeback. Die Ehrung bei der Queen steht zwar an, doch Hogan reist zu einer Schulvorführung seiner Enkelin, die ihm nun wichtiger ist.

## Produktion und Veröffentlichung
Die Dreharbeiten fanden 2018 in Melbourne, Victoria, und Los Angeles unter der Regie von Dean Murphy statt. Das Drehbuch wurde von Murphy und Robert Mond geschrieben. Neben Paul Hogan wirken Rachael Carpani, Jacob Elordi, Charlotte Stent, Nate Torrence, Chevy Chase, John Cleese, Olivia Newton-John, Reginald VelJohnson, Shane Jacobson, Wayne Knight und Kerry Armstrong in der Produktion mit. Der Film wurde am 17. Juli 2020 auf Prime Video veröffentlicht.

## Besetzung und Synchronisation
| Figur           | Schauspieler    | Synchronsprecher |
| --------------- | --------------- | ---------------- |
| Paul            | Paul Hogan      | Frank Glaubrecht |
| Angie           | Rachael Carpani | Janina Sachau    |
| Anton           | Roderick Cairns | Ulrich Blöcher   |
| Barney          | Roy Billing     | Reinhold Koch    |
| Barry           | Marcus Johnson  | Phillip Sponbiel |
| Chase           | Jacob Elordi    | Sascha Werginz   |
| Chris Hemsworth | Chris Hemsworth | Phillip Sponbiel |
| Chevy           | Chevy Chase     | Boris Jacoby     |

## Rezeption
Der Filmdienst beschreibt den Film als „Mockumentary um den australischen Altstar, der sich ebenso selbst auf die Schippe nehmen will wie Kollegen aus der Showbranche“. Da dem Film aber „der Biss fehlt, bleibt er eine eher fade Angelegenheit, die nur gelegentlich reflektiven Witz aufblitzen lässt“.